# IGN
ИГН (енгл. IGN), некада Имаџин гејмс нетворк (енгл. Imagine Games Network), веб-сајт је који издаје вести и критике углавном везане за видео-игре. Његова матична фирма је IGN Entertainment која поседује сајтове.

## Канали
Главна страна поседује неколико портала или како их они зову "канала" сваки поседујући субдомен који је повезан са неким играма: GameSpy, Rotten Tomatoes, AskMen, GameStats.

Канали су повезани са следећим прозводима:
Видео-игре,
- У скорије време и iPhone игре.

Као додатак IGN такође има канале везане за филмове, музику, такође и технологију, спорт, телевизију и друго.